# Edzard Reuter
Pour les articles homonymes, voir Edzard et Reuter.
Edzard Reuter, né le 16 février 1928 à Berlin (État libre de Prusse) et mort le 27 octobre 2024 à Stuttgart (Bade-Wurtemberg, Allemagne), est un homme d'affaires, mathématicien, physicien allemand, président-directeur général de Daimler-Benz de 1987 à 1995.

## Publication
Edzard Reuter a participé à un ouvrage sur son père, Ernst Reuter. 
- Dirk Halm et Faruk Sen (dir.), Exil sous le croissant et l'étoile : rapport d'Herbert Scurla sur l'activité des universitaires allemands en Turquie pendant le IIIe Reich, éditions Turquoise, Paris, 2009.